# Hành vi đau ốm

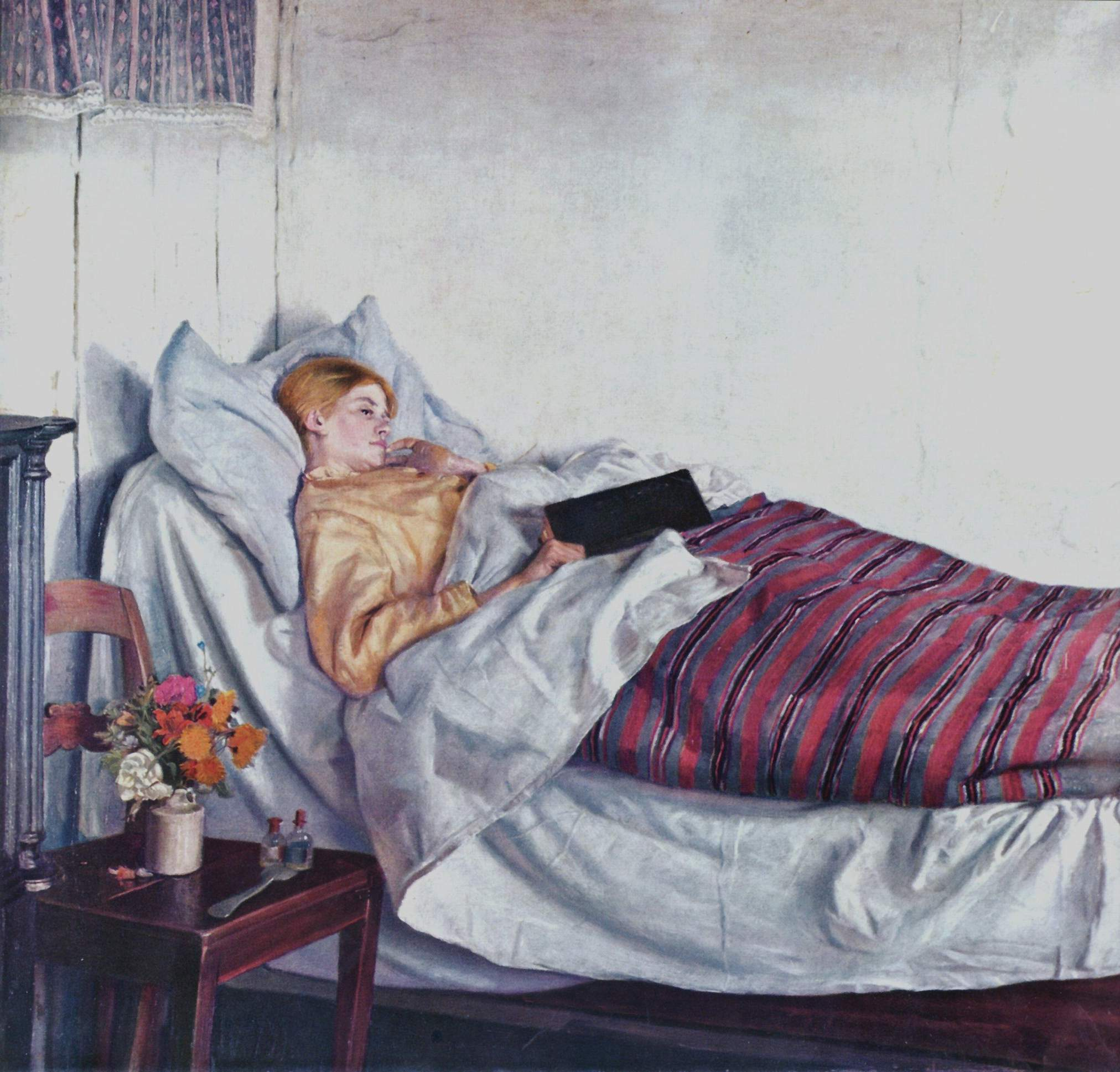
Ancher, Michael, "The Sick Girl", 1882, Statens Museum for Kunst.

Hành vi ốm đau là một tập hợp các thay đổi hành vi để thích ứng với quá trình bệnh tật do nhiễm trùng. Họ thường (nhưng không nhất thiết) đi kèm với sốt và sự chịu đựng để tồn tại.Những phản ứng bao gồm thờ ơ, trầm cảm, lo âu, khó chịu, chán ăn,
cơn buồn ngủ,
tăng cảm giác đau, giảm chải chuốt và không tập trung. Hành vi ốm đau là một  động cơ thúc đẩy lại các ưu tiên của sinh vật để đối phó với các tác nhân gây bệnh truyền nhiễm. Và được đề xuất có liên quan đến sự hiểu biết trầm cảm, và một số khía cạnh đau khổ xảy ra trong ung thư.

## Lịch sử
Động vật bị bệnh từ lâu đã được người nông dân công nhận là có những hành vi khác biệt. Ban đầu người ta cho rằng điều này là do sự suy nhược về thể chất dẫn đến việc chuyển hóa năng lượng cho các quá trình cơ thể cần thiết để chống lại nhiễm trùng. Tuy nhiên, trong những năm 1960, người ta đã chứng minh được rằng động vật tạo ra một yếu tố X mang máu hoạt động lên não để gây ra hành vi ốm đau Năm 1987, Benjamin L. Hart đã tập hợp lại một loạt các phát hiện từ kết quả nghiên cứu cho rằng điều đó là sự thích ứng sống còn nếu ngăn chặn sẽ làm bất lợi cho khả năng chống lại nhiễm trùng của động vật. Trong những năm 1980, yếu tố máu được cho là các cytokine tiền viêm được tạo ra bởi các bạch cầu hoạt hóa trong hệ thống miễn dịch để đáp ứng với lipopolysaccharide (thành phần tế bào của vi khuẩn Gram âm). Những cytokine này hoạt động bởi các tuyến đường thần kinh và dây thần kinh khác nhau ở vùng đồi dưới và các vùng khác của não. Nghiên cứu sâu hơn cho thấy não cũng có thể học cách kiểm soát các thành phần khác nhau của hành vi ốm đau độc lập với hoạt hóa miễn dịch..
Trong năm 2015, Shakhar và Shakha đề nghị thay vào đó hành vi ốm đau phát triển chủ yếu bởi vì nó bảo vệ  bản thân động vật bị nhiễm bệnh từ các bệnh truyền nhiễm. Theo lý thuyết này, được gọi là giả thuyết Eyam, sau Giáo xứ tiếng Anh của Eyam, hành vi ốm đau bảo vệ nhóm xã hội của các cá nhân bị nhiễm bằng cách giới hạn các tiếp xúc trực tiếp của họ, ngăn chặn chúng gây ô nhiễm môi trường và gieo rắc tình trạng sức khỏe của chúng. Chọn lọc theo dòng dõi sẽ giúp thúc đẩy hành vi thông qua sự tiến hóa